# 30-mm-Kanone 2A38
Die 30-mm-Kanone 2A38 ist eine doppelläufige, wassergekühlte sowjetische Flugabwehr-Maschinenkanone im Kaliber 30 × 165 mm. Sie wurde von den Konstrukteuren Grjasew und Schipunow zwischen 1970 und 1982 im Konstruktionsbüro für Gerätebau (KBP) in Tula entwickelt. 2A38 ist der GRAU-Index der Waffe.
Die 2A38 funktioniert nach dem Gast-Prinzip, bei dem sich die abwechselnd feuernden Läufe gegenseitig laden. Die Munition für beide Läufe wird von einem Munitionsgurt zugeführt. Für beide Läufe ist auch nur ein gemeinsamer elektrischer Abzug vorhanden. Die 2A38 kann bei Außentemperaturen zwischen −50 und +50 °C eingesetzt werden. Die Lebensdauer eines Laufes beträgt etwa 8000 Schuss, die Geschosse haben eine Mündungsgeschwindigkeit von 960 bis 980 m/s.
Gegen Luftziele liegt die effektive Kampfentfernung bei 200–2000 m, gegen Erdziele bei bis zu 4000 m. Ein Lauf ist mit einer Induktionsschleife zur Messung der Mündungsgeschwindigkeit ausgerüstet.

## Plattformen
Die 2A38 wird paarweise, jeweils eine links und rechts, am Turm von Flugabwehrsystemen eingesetzt.
- 2K22 Tunguska
- 96K6 Panzir-S1
- 96K6 Panzir-S2

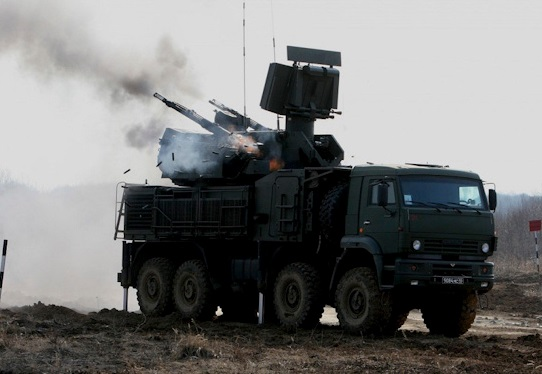
Panzir-S1